# Sitio de Lille (1708)
La ciudad francesa de Lille fue objeto de asedio en 1708 durante la guerra de sucesión española. 
Después de la batalla de Oudenarde en 1708, el camino hacia Francia quedó expedito y el príncipe Eugenio de Saboya marchó hacia el sur con 75.000 hombres para llevar la guerra a territorio francés.
El mariscal Boufflers llegó el 28 de julio con un contingente de 15.000 hombres justo a tiempo para defender Lille. La ciudad resistió hasta el 12 de agosto, cuando Boufflers se vio obligado a abandonar la villa y retirarse a la nueva ciudadela. Luis XIV envió tropas de refresco de París a Lille, donde se enfrentaron a un doble sistema defensivo alrededor de la ciudad construido por el Duque de Marlborough.
La batalla tuvo lugar al sur de Lille entre los dos ejércitos en una línea este-oeste adosada a dos ríos próximos y sus marismas. El combate principal se libró en el llano de Wattignies, donde los franceses intentaron pasar por el flanco occidental, pero fueron vencidos. Boufflers tuvo que capitular el 28 de octubre de 1708 con 8.000 sobrevivientes. Esta derrota causó un shock al viejo Luis XIV y dio paso al tratado de Utrecht de 1713 tras vanas tentativas de enderezar la situación. Luis XIV se verá obligado a abandonar la Bahía de Hudson, la Isla de Terranova y Acadia en el Canadá. Con la firma del tratado la ciudad sería devuelta a Francia. 
El Duque de Marlborough y el príncipe Eugenio de Saboya avanzaron después hacia Gante, adonde se habían replegado las tropas francesas derrotadas en Oudenaarde, y se apoderan de ella el 30 de diciembre de 1708. Los franceses evacúan Flandes y la región de Henao ocupando los aliados Mons en octubre de 1709, pero Luis XIV no acepta las condiciones de paz humillantes que le ofrecen. De los Países Bajos Españoles, solo quedan en poder Borbón el Ducado de Luxemburgo y Namur.
- Datos: Q694492
- Multimedia: Siege of Lille (1708) / Q694492